# 위그 3세 드 부르고뉴 공작
부르고뉴 공작 위그 3세 (1142년 ~ 1192년 8월 25일)는 1162년부터 1192년까지 부르고뉴 공작이었던 인물이다. 그는 부르고뉴 공작 외드 2세의 장자였으며 그의 어머니는 카트리나의 마틸다와 상파뉴 백작 티보 2세 사이에서 태어난 딸 상파뉴의 마리였다. 그는 제3차 십자군 때 필리프 2세가 떠난 후 프랑스 왕국군의 실질적인 사령관이 되었다.
위그 3세의 통치로 부르고뉴 공국의 비교적 평화로운 시기가 종결되었다. 위그는 호전적인 사람이었고 루이 7세와의 분쟁에 자주 얽혔다. 1180년 필리프 2세가 루이 7세의 뒤를 이어 왕이 되자 위그는 기회를 노리고 프랑스군 일부를 부르고뉴군으로 만들었다. 필리프 2세가 이에 대해 언짢아하였고, 에두에가 이끄는 프랑스군이 위그의 성지를 급습하면서 필리프 2세와 위그 사이에 평화협정이 체결되었다. 위그는 프랑스 영토에 대한 야욕을 버렸다. 1187년 위그는 부르고뉴의 수도를 디종으로 옮겨 그곳을 상업의 중심지로 발전시켰다.
위그는 이후 성지에 대해 관심을 돌려 필리프 2세가 참여하는 제3차 십자군에 가담했다. 필리프가 프랑스로 돌아올 때 그는 위그가 프랑스군의 사령관이 되게 했다. 위그는 아르수프 전투와 아크레 공방전에서 주도적인 역할을 했지만 1192년 8월 아크레에서 사망했다.